# Ernst Udet
Ernst Udet, född 26 april 1896 i Frankfurt am Main, Hessen-Nassau, Preussen, Kejsardömet Tyskland, död 17 november 1941 i Berlin, Tyskland, var en tysk stridspilot och generalöverste. 

## Biografi
Udet var under sin uppväxt särskilt intresserad av flyg. 1915 tog han flygcertifikat för civilflyg och den 4 september 1915 inträdde han som flygförare vid artilleriavdelning 206. Den första tjänsten var relativt ofarlig men detta ändrades då han förflyttades till fältflygaravdelning 68 i Habsheim. I december samma år utkämpade han sin första luftstrid. I november 1917 tilldelades han riddarvärdighet av Manfred von Richthofen samt blev förflyttad till 1:a jakteskadern. När första världskriget var över hade Udet lyckats skjuta ner 62 fiendeplan och hade bland annat belönats med utmärkelsen Pour le Mérite. 
Under mellankrigstiden försörjde sig Udet som konstflygare och medverkade i ett antal filmer. 1935 erhöll han överstes grad i det nya tyska flygvapnet samtidigt som han utsågs till inspektör för jakt- och bombflyget. 1936 utnämndes han av Hermann Göring till chef för den tekniska avdelningen vid Reichsluftfahrtministerium. I april 1937 utnämndes han till generalmajor och redan i november 1938 blev han generallöjtnant. Efter fälttåget mot Frankrike 1940 befordrades han till generalöverste.
Udet utvecklade den taktik som ledde fram till störtbombaren. Han var ansvarig för Luftwaffes upprustning.
Chefstjänsten på luftfartsministeriet tog hårt på Udet[källa behövs] och han började missbruka medicinen pervitin. I oktober 1941 deltog Udet för sista gången vid ett sammanträde i luftfartsministeriet. På morgonen den 17 november 1941 begick han självmord genom att skjuta sig.

## Filmografi
- 1926 – Die Liebe der Bajadere
- 1928 – Ein Mädel mit Temperament
- 1929 – Die Weiße Hölle vom Piz Palü
- 1930 – Stürme über dem Mont Blanc
- 1930 – Fremde Vögel über Afrika
- 1933 – S.O.S. Eisberg
- 1935 – Unga vingar (Wunder des Fliegens: Der Film eines deutschen Fliegers)